# Liebfrauenkirche, Trier
Liebfrauenkirche (iz nemščine cerkev Naše Gospe) v Trierju je po Unescu »najzgodnejša cerkev, zgrajena v francoskem visokem gotskem slogu zunaj Francije«. Na seznam svetovne dediščine je uvrščena kot Rimski spomeniki, stolnica svetega Petra in Marijina cerkev v Trierju. Poleg nje je Trier Dom (katedrala), obe stavbi pa imata skupno steno.

## Zgodovina
Tu je prvotno stala rimska dvojna cerkev. Glede na spletno stran cerkvene župnije je rimski cesar Konstantin (272–337) leta 326 našega štetja dal veliko daritev, ki je vodila do gradnje prve cerkve na tem mestu.
Potem ko je okoli leta 1200 južni del propadel, je trierski nadškof Theoderich von Wied (1170–1242) najel francoske gradbenike iz Šampanje, ki so ga popolnoma nadomestili z zgodnjegotsko cerkvijo Naše Gospe (Liebfrauen).
Natančnega datuma začetka gradnje ni več mogoče določiti, vendar se na stebru v cerkvi naslikan napis glasi: »Gradnja te cerkve se je začela leta 1227 in končala leta 1243« (nemško Der Bau dieser Kirche" ward angefangen im Jahr 1227 und geendigt im Jahr 1243). Trenutno domnevajo, da se je gradnja začela leta 1230.
Okoli leta 1260 je bila gradnja verjetno dokončana. Leta 1492 so na osrednjem stolpu postavili visok vrh, ki je bil imenovan Daedali arte (Dedalova umetnost) zaradi visoke ravni tehničnega in obrtniškega znanja. Daedali arte je viden na mestni veduti, vendar je bil uničen v neurju na Heimsuchungstag (2. julij) leta 1631. Kasneje je postavljena štirikapna streha, ki je bila uničena v drugi svetovni vojni. Nova je bila zgrajena že leta 1945, jeklena strešna konstrukcija pa je bila obnovljena leta 2003, tako da se je vrnila v predvojno stanje.
Po okupaciji Trierja s strani francoskih revolucionarnih čet leta 1794 se je Liebfrauen leta 1803 organizacijsko in liturgično ločila od stolnice. Prej je bila med njima tesna povezava. Tekom leta so iz stolnice v cerkev Marije vodile številne procesije; tam je tudi prehod, ki povezuje obe cerkvi. Kot zunanje znamenje ločitve je bil portal med rajem na strani stolnice, ki sta ga skupaj uporabljala stolnica in Liebfrauen, zazidan in raj je bil uporabljen kot zakristija za Liebfrauen.
Obsežna obnova je potekala od leta 1859 s prekinitvami do leta 1890. Cilj je bil cerkev čim bolj obnoviti srednjeveško stanje. V skladu s tem je bilo nekaj baročnega pohištva zamenjano z neogotskim. Med drugim so postavili veliki oltar po načrtu graditelja kölnske stolnice Vinzenza Statza in nad njim dve oltarni sliki zgodovinskih slikarjev Bruna Ehricha in Wilhelma Döringa. Nad zahodnim portalom je bila postavljena neogotska orgelska galerija, okna pa so dobila novo barvno zasteklitev.
13. julija 1951 je papež Pij XII. cerkev povišal v manjšo baziliko, leta 1986 pa je bila dodana na Unescov seznam svetovne dediščine.

## Arhitektura in zgradba
Liebfrauenkirche, zgrajena poleg stolnice, si z njo deli obzidje in križni hodnik.
Posebnost bazilike je njen netipični križni tloris kot okrogla cerkev, katere križni obok s štirimi ustreznimi portali v zaokroženih nišah zaključuje osem zaobljenih oltarnih niš, tako da tloris spominja na vrtnico, simbol Device Marije, katere eden od pesniških naslovov je Rosa Mystica. Dvanajst cvetnih listov vrtnice namiguje na dvanajst izraelskih plemen in dvanajst apostolov. Apostoli in dvanajst členov apostolske veroizpovedi so naslikani na dvanajstih nosilnih stebrih, popolnoma vidnih samo z enega mesta, označenega z zlato zvezdo.
Čeprav nič nad površjem ni več rimskega, so pod cerkvijo obsežne izkopanine (ki niso odprte za javnost), več gotskih stebrov stoji na vrhu rimskih temeljev stebrov.
Bogato figuralno okrasje zahodnega pročelja in predvsem zahodnega portala lahko verjetno datiramo v sredino 13. stoletja. Timpanon prikazuje Marijo na prestolu z malim Jezusom v sredini, njena stopala pa so na zmaju, ki simbolizira zlo. Na levi strani slike, na njegovi desni, se otroku poklonijo Trije kralji, modri z Vzhoda, skrajno levo pa so pastirji, ki so prvi izvedeli za rojstvo Odrešenika. Prizori na desni prikazujejo daritev Jezusa v templju in pomor nedolžnih otročičev v Betlehemu. V lokih so podobe angelov z bogoslužnimi napravami, nad njimi podobe škofov, cerkvenih učiteljev, kraljev, ki igrajo glasbo in podobe modrih in nespametnih devic iz poročne in sodne prilike evangelija (Mt 25,1–13).
Morda najbolj privlačno umetniško delo v cerkvi je ustoličena Marija z otrokom v zadnji kapeli levo proti vzhodu. Je izrezljana lesena skulptura iz sredine 14. stoletja na neogotskem oltarju. Izhajala naj bi iz območja Ahrweiler.
Cerkev je služila članom stolnega kapitlja za vsakodnevno mašo in je služila tudi kot pogrebna cerkev. Zaradi tega je skozi stoletja postala dobesedno preobremenjena z grobovi. Med francosko revolucijo so večino teh grobov odstranili. Vendar pa je v cerkvi do danes ohranjenih nekaj pomembnih nagrobnih spomenikov, kot je grob nadškofa Jakoba I. von Siercka ali stolnega dekana Christopha von Rheinecka, ki so zdaj v trierskih muzejih.

## Galerija
- Liebfrauenkirche s stolnico
- Zunanjost Liebfrauenkirche
- Glavni portal
- Timpanon zahodnega portala
- Notranji panoramski pogled
- Nagrobni oltar Teodorja in Teoderika von Horsta
- Nagrobnik Karla von Metternicha, delo Matthiasa Rauchmillerja
- Nagrobnik Karla von Metternicha (Detajl)
- Marijina upodobitev znotraj bazilike
- Marija ustoličena
- Strop
- Križišče ladje s transeptom